# Stathmopoda aposema
Stathmopoda aposema is een vlinder uit de familie Stathmopodidae. De wetenschappelijke naam van de soort is voor het eerst geldig gepubliceerd in 1901 door Meyrick.